# Stephanie Morton
Stephanie „Steph“ Morton (* 28. November 1990 in Adelaide) ist eine ehemalige australische Bahnradsportlerin, die auf Kurzzeitdisziplinen spezialisiert war.

## Sportliche Laufbahn
2007 stand Stephanie Morton als Juniorin erstmals auf dem Podium bei australischen Bahnmeisterschaften, als sie beim 500-Meter-Zeitfahren Rang drei belegte.  Ab 2010 startete sie in der Frauen-Elite und wurde im ersten Jahr australische Vize-Meisterin im Teamsprint, gemeinsam mit Annette Edmondson. 2011 wurde sie dreifache Vize-Meisterin, im Zeitfahren, im Keirin und im Teamsprint (mit Anna Meares).
2012 errang Morton ihren ersten großen internationalen Erfolg und gewann bei den Ozeanischen Radsportmeisterschaften den Wettbewerb im Keirin; bis 2015 konnte sie fünf weitere ozeanische Titel gewinnen. Bei den Sommer-Paralympics 2012 in London errang sie als Pilotin der sehbehinderten Felicity Johnson auf dem Tandem die Goldmedaille im 1000-Meter-Zeitfahren.
2016 wurde Stephanie Morton für die Teilnahme an den Olympischen Spielen in Rio de Janeiro nominiert. Im Keirin-Wettbewerb schied sie in der ersten Runde aus. Im Jahr darauf wurde sie zum zweiten Mal australische Meisterin im Sprint. Bei den UCI-Bahn-Weltmeisterschaften 2017 in Hongkong errang sie jeweils Silber im Sprint sowie im Teamsprint (mit Kaarle McCulloch).
2018 wurde Morton Vize-Weltmeisterin im Sprint und errang drei Goldmedaillen bei den Commonwealth Games. Zudem gewann sie vier Läufe beim Bahnrad-Weltcup 2018/19. 2019 wurde sie mit Kaarle McCulloch Weltmeisterin im Teamsprint sowie Vize-Weltmeisterin im Sprint. Bei den UCI-Bahn-Weltmeisterschaften 2020 in Berlin errang sie mit McCulloch Silber im Teamsprint und Bronze im Keirin. Im November 2020 erklärte Stephanie Morton ihren Rücktritt vom Leistungsradsport. Als Grund gab sie die Verschiebung der Olympischen Spiele 2020 in Tokio ins folgende Jahr an.

### Ehrungen
2012 wurde Stephanie Morton zur Cycling Australia Elite Female Para-cyclist of the year gewählt. Im Januar 2014 wurde sie für ihr Engagement im paralympischen Radsport mit der Order of Australia Medal ausgezeichnet.

## Erfolge

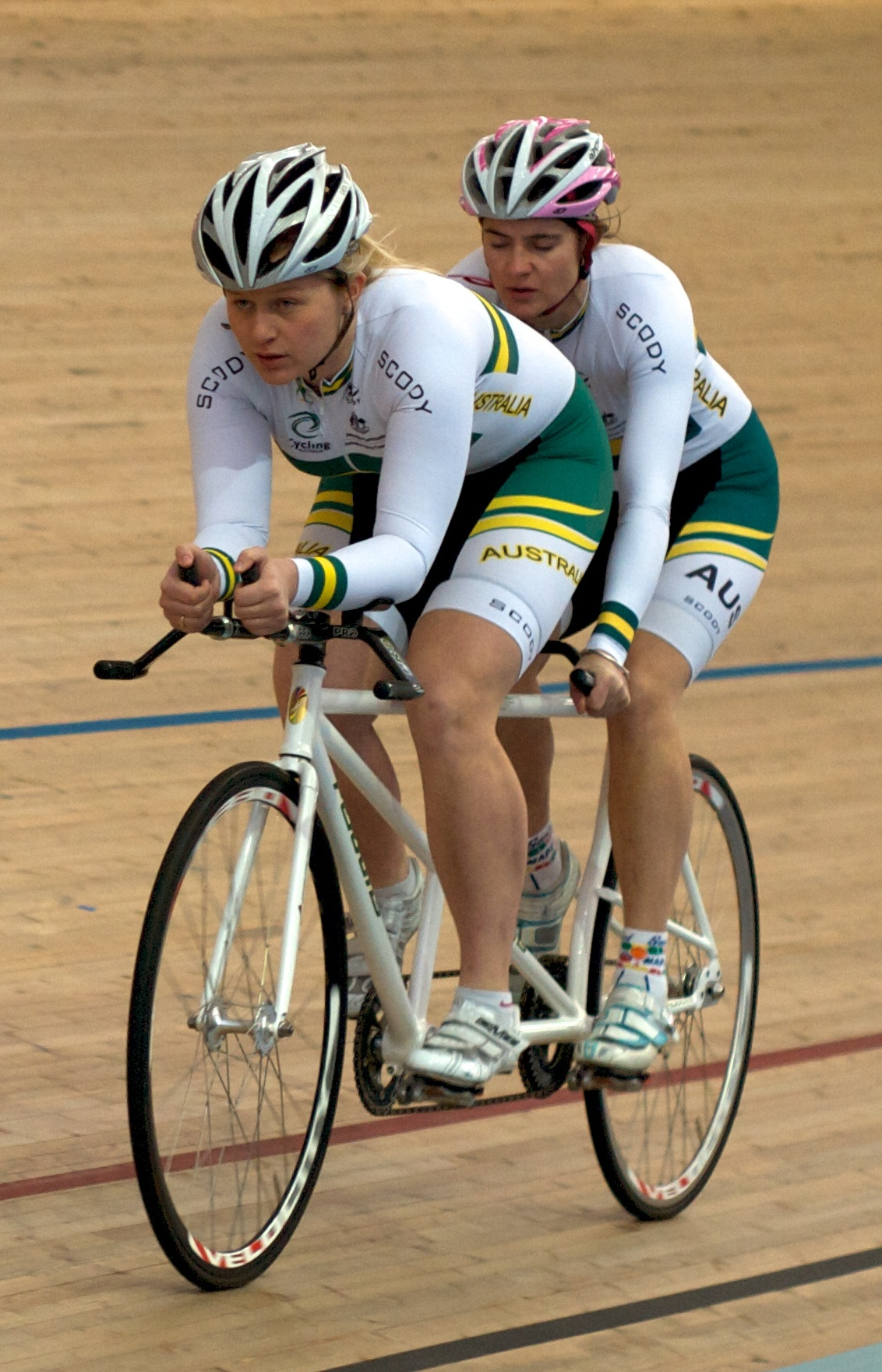
Stephanie Morton als Pilotin von Felicity Johnson

2012
- Sommer-Paralympics – 1000-Meter-Zeitfahren (als Pilotin von Felicity Johnson)
- Ozeanienmeisterin – Keirin

2013
- Ozeanienmeisterin – Teamsprint (mit Kaarle McCulloch)
- Ozeanische Radsportmeisterschaft – Sprint
- Australische Meisterin – Sprint, Teamsprint (mit Rikki Belder)

2014
- Commonwealth Games – Sprint
- Ozeanienmeisterin – Sprint, Teamsprint (mit Kaarle McCulloch)
- Australische Meisterin – Keirin, Teamsprint (mit Rikki Belder)

2015
- Ozeanienmeisterin – Keirin, Teamsprint (mit Kaarle McCulloch)
- Australische Meisterin – Teamsprint (mit Anna Meares)

2016
- Australische Meisterin – Teamsprint (mit Anna Meares)

2017
- Weltmeisterschaft – Sprint, Teamsprint (mit Kaarle McCulloch)
- Ozeanienmeisterschaft – Keirin
- Ozeanienmeisterschaft – Sprint
- Australische Meisterin – Sprint, Teamsprint (mit Rikki Belder)

2017/18
- Ozeanienmeisterin – Sprint, Keirin, Teamsprint (mit Kaarle McCulloch)

2018
- Weltmeisterschaft – Sprint
- Siegerin Commonwealth Games – Sprint, Keirin, Teamsprint (mit Kaarle McCulloch)
- Commonwealth Games – 500-Meter-Zeitfahren
- Weltcup in Milton – Teamsprint (mit Kaarle McCulloch)
- Weltcup in Berlin – Sprint
- Weltcup in London – Sprint, Keirin
- Australische Meisterin – Sprint, Keirin, Teamsprint (mit Rikki Belder)

2018/19
- Ozeanienmeisterin – Sprint, Keirin, Teamsprint (mit Kaarle McCulloch)

2019
- Weltmeisterin – Teamsprint (mit Kaarle McCulloch)
- Weltmeisterschaft – Sprint

2019/20
- Ozeanienmeisterin – Sprint, Teamsprint (mit Kaarle McCulloch)

2020
- Weltmeisterschaft – Teamsprint (mit Kaarle McCulloch)
- Weltmeisterschaft – Keirin